# Pitcairnia saxosa
Pitcairnia saxosa är en gräsväxtart som beskrevs av Eric J. Gouda. Pitcairnia saxosa ingår i släktet Pitcairnia och familjen Bromeliaceae.
Artens utbredningsområde är Franska Guyana. Inga underarter finns listade i Catalogue of Life.